# Maglizj
Maglizj, Mǎgliž of Maglizh (Bulgaars: Мъглиж) is een stad en een gemeente in de Bulgaarse oblast Stara Zagora. De stad ligt niet ver van de steden Kazanlak, Goerkovo en Nikolaevo.

## Geografie

### Ligging
De gemeente Maglizj ligt in het noordelijke deel van de oblast Stara Zagora. Met een oppervlakte van 388,884 vierkante kilometer is het de 7e van de 11 gemeenten (en beslaat het 7,54% van het grondgebied van de oblast).  De grenzen zijn als volgt:
- in het noorden - gemeente Trjavna, oblast Gabrovo;
- in het noordoosten - gemeente Veliko Tarnovo, oblast Veliko Tarnovo;
- in het oosten - gemeente Goerkovo;
- in het zuidoosten - gemeente Nikolaevo;
- in het zuiden - gemeente Stara Zagora;
- in het westen - gemeente Kazanlak.

### Reliëf
Het reliëf van de gemeente Maglizj is vlak, laag en middelgroot bergachtig. Een groot deel van het grondgebied valt binnen de Stara Planina, Kazanlak-vallei en Sredna Gora.
Ongeveer 2/3 van het grondgebied van de gemeente Maglizj wordt ingenomen door de zuidelijke hellingen van Sredna Stara Planina. Het hoogste punt binnen de gemeente is Bulgarka-piek (1445,1 meter), gelegen in de uiterste noordwestelijke hoek van de gemeente, op de grens met de gemeente Kazanlak. Ongeveer 3 km ten zuidwesten van het dorp Boroesjtitsa bevindt zich de op een na hoogste piek - Panagyura (1330,4 meter). 
Het laagste punt in de gemeente, de bedding van de rivier Toendzja, ligt ten oosten van het dorp Zimnitsa en ligt 276 m boven de zeespiegel.

## Bevolking

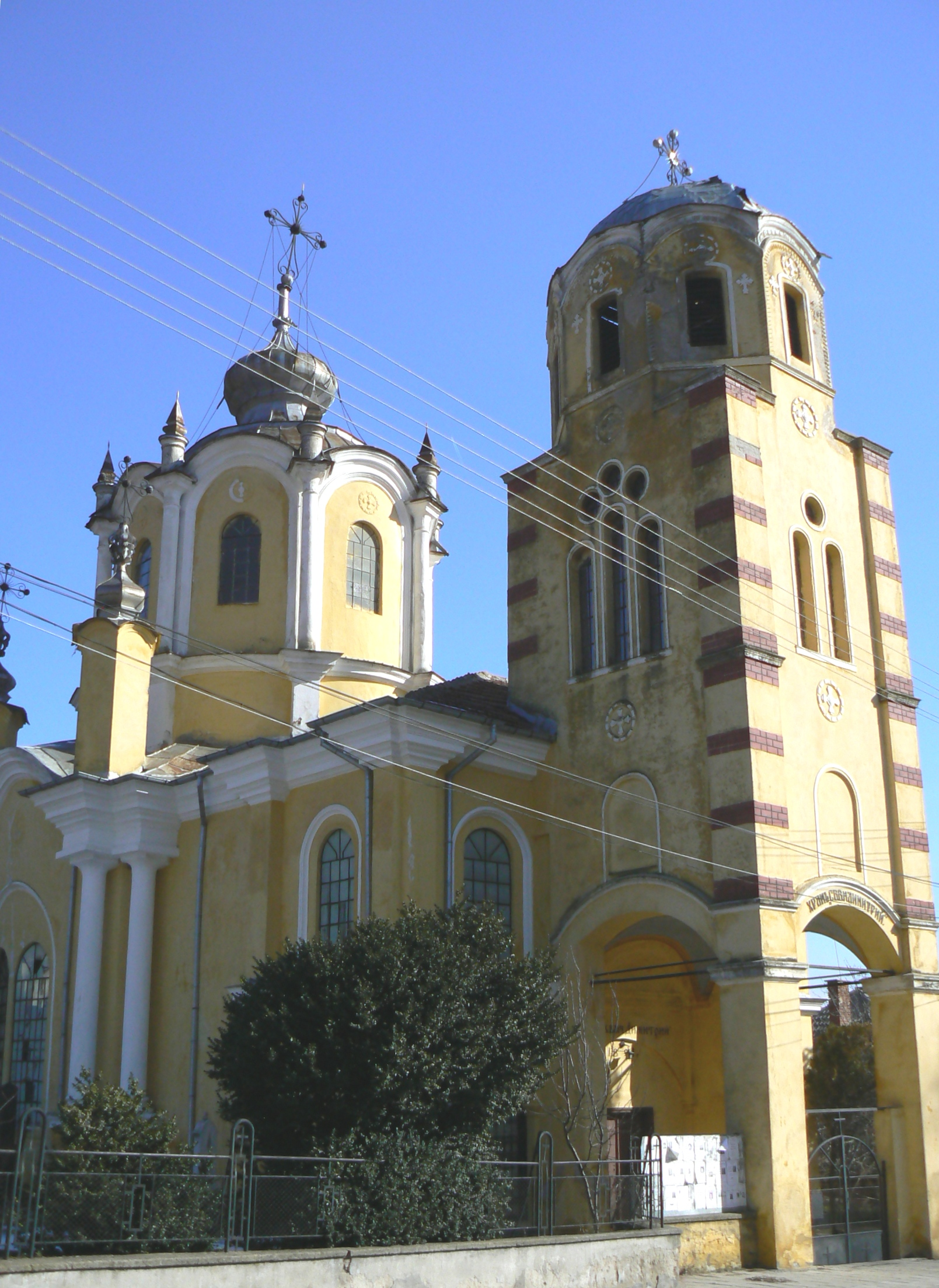
De "Sint-Demetriuskerk" (Sveti Dimitar) van Maglizj

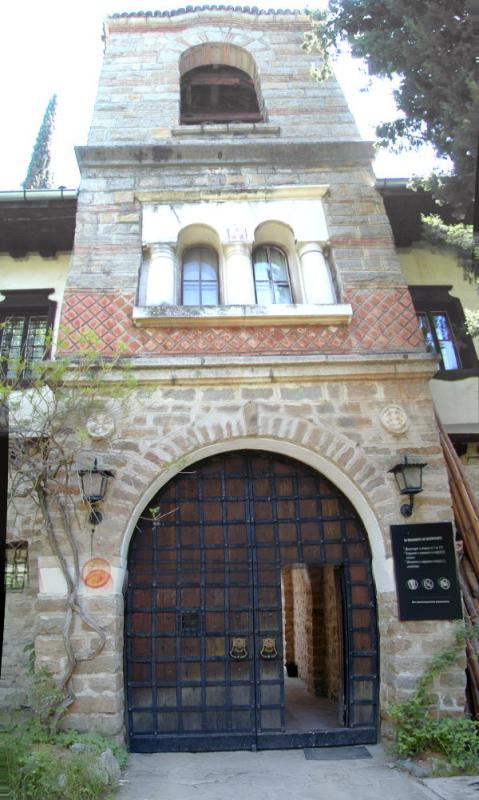
Het klooster van Maglizj

Op 31 december 2020 telde de stad Maglizj 3.025 inwoners, terwijl de gemeente Maglizj, die naast de stad Maglizj ook de dertien nabijgelegen dorpen omvat, 9.962 inwoners had.
|          | 1934   | 1946   | 1956   | 1965   | 1975   | 1985   | 1992   | 2001   | 2011   | 2020  |
| -------- | ------ | ------ | ------ | ------ | ------ | ------ | ------ | ------ | ------ | ----- |
| Stad     | 4 152  | 4 074  | 3 550  | 3 991  | 4 358  | 3 909  | 3 784  | 3 629  | 3 269  | 3 025 |
| Gemeente | 15 949 | 15 958 | 16 082 | 16 186 | 15 618 | 14 078 | 13 777 | 12 973 | 10 180 | 9 962 |

### Etnische samenstelling
In de gemeente Maglizj vormen etnische Bulgaren de meerderheid van de bevolking, maar er is ook een substantiële minderheid van etnische Roma.
| Etnische groep | volkstelling 1992 | volkstelling 1992 | volkstelling 2001 | volkstelling 2001 | volkstelling 2011 | volkstelling 2011 | volkstelling 2011  |
| Etnische groep | Aantal            | %                 | Aantal            | %                 | Aantal            | % (totaal)        | % (gespecificeerd) |
| --- | ----------------- | ----------------- | ----------------- | ----------------- | ----------------- | ----------------- | ------------------ |
| Bulgaren | 19.308            | 76,50             | 9.364             | 72,18             | 6.274             | 61,63             | 63,32              |
| Turken | 753               | 2,98              | 530               | 4,09              | 323               | 3,17              | 3,32               |
| Roma | 4.816             | 19,08             | 2.803             | 21,61             | 2.975             | 29,22             | 30,57              |
| Andere groepen | 362               | 1,44              | 52                | 0,40              | 109               | 1,07              | 1,12               |
| Onbekend | .                 | .                 | 182               | 1,40              | 52                | 0,51              | 0,53               |
| Ongespecificeerd | .                 | .                 | 42                | 0,32              | 447               | 4,39              | .                  |
| Totaal | 25.239            | 100,00            | 12.973            | 100,00            | 10.180            | 100,00            | 100,00             |
| In 1992 omvatte de gemeente Maglizj (destijds 25.239 inwoners) de hedendaagse gemeenten Maglizj (destijds 13.777 inwoners), Goerkovo (destijds 6.160 inwoners) en Nikolaevo (destijds 5.302 inwoners). |                   |                   |                   |                   |                   |                   |                    |

### Religie
De meest recente volkstelling is afkomstig uit februari 2011 en was optioneel. Van de 10.180 inwoners reageerden er 7.922 op de optionele volkstelling, terwijl 2.258 personen het censusformulier onbeantwoord lieten. Van de 7.922 ondervraagden noemden 5.805 zichzelf lid van de Bulgaars-Orthodoxe Kerk (73,3%). Er was ook een kleine gemeenschap van protestanten (421 leden, c. 5%), moslims (308 leden, c. 4%) en katholieken. De rest van de ondervraagden had geen religie of heeft een andere religie aangegeven.
| Religieuze samenstelling in februari 2011 | Religieuze samenstelling in februari 2011 | Religieuze samenstelling in februari 2011 | Religieuze samenstelling in februari 2011 | Religieuze samenstelling in februari 2011 |
| ----------------------------------------- | ----------------------------------------- | ----------------------------------------- | ----------------------------------------- | ----------------------------------------- |
|                                           |                                           |                                           |                                           |                                           |
| Bulgaars-Orthodoxe Kerk                   | Bulgaars-Orthodoxe Kerk                   |                                           | 73,28%                                    | 73,28%                                    |
| Katholieke Kerk                           | Katholieke Kerk                           |                                           | 0,38%                                     | 0,38%                                     |
| Protestantisme                            | Protestantisme                            |                                           | 5,31%                                     | 5,31%                                     |
| Islam                                     | Islam                                     |                                           | 3,89%                                     | 3,89%                                     |
| Geen                                      | Geen                                      |                                           | 7,69%                                     | 7,69%                                     |
| Anders/ Onbekend                          | Anders/ Onbekend                          |                                           | 9,45%                                     | 9,45%                                     |

## Gemeentelijke kernen
De gemeente Maglizj bestaat uit 14 nederzettingen: een stad en de onderstaande 13 dorpen (met aantal inwoners in 2011). Het dorp Banzareto is sinds 1985 ontvolkt en gefuseerd met het dorp Boroesjtitsa.
| - Banzareto (ontvolkt) - Boroesjtitsa (53 inwoners) - Dabovo (1175 inwoners) - Darzjaven (4 inwoners) - Jagoda (1522 inwoners) | - Javorovets (10 inwoners) - Julievo (475 inwoners) - Maglizj (hoofdplaats - 3259 inwoners) - Radoentsi (38 inwoners) - Seltse (12 inwoners) | - Slivito (12 inwoners) - Sjanovo (352 inwoners) - Toelovo (1320 inwoners) - Vetren (1100 inwoners) - Zimnitsa (838 inwoners) |

Bestuurlijk centrum: Stara Zagora
Bratja Daskalovi · Tsjirpan · Galabovo · Goerkovo · Kazanlak · Maglizj ·Nikolaevo · Opan · Pavel Banja · Radnevo · Stara Zagora